# Робертсфорш (община)
Община Робертсфорш (на шведски: Robertsfors kommun) е разположена в лен Вестерботен, северна Швеция с обща площ 1323 km2 и население 6738 души (към 31 декември 2013). Административен център на община Робертсфорш е едноименния град Робертсфорш.